# السفارة السعودية في جمهورية أيرلندا
سفارة المملكة العربية السعودية في جمهورية أيرلندا، هي بعثة دبلوماسية سعودية تقع في العاصمة دبلن ويترأس البعثة سفير خادم الحرمين الشريفين نايل بن أحمد الجبير.

## وصلات خارجية
- موقع سفارة المملكة العربية السعودية في أيرلندا
- وزارة الخارجية السعودية (بالعربية)
- Ministry of Foreign Affairs of Kingdom of Saudi Arabia (بالإنجليزية)